# Роб Скоттон
Роб Скоттон (англ. Rob Scotton; нар. 1960, Англія) — англійський дитячий письменник, один з найвідоміших художників-ілюстраторів Англії та один з найкращих дизайнерів світу у подарунковій індустрії. Автор двох популярних дитячих книжкових серій — про баранчика Рассела та про кота Сплета.

## Життєпис
Роб Скоттон народився в 1960 році. Закінчив Лестерський політехнічний інститут з відзнакою за спеціальністю «графіка». Працював у сфері промислового дизайну. Сьогодні живе і малює в селі, в Англії, з дружиною-художницею Ліз.
Великий вплив на нього та його творчість справили два американські художники — Норман Роквелл, завдяки «надзвичайному вмінню розкривати характер персонажа через його динаміку: жести та пози», та Моріс Сендак, який «підказує мені, у якому напрямку рухатися далі».
Спочатку Роб Скоттон займався ілюструванням чужих книжок та працював над дизайном різноманітної сувенірної продукції. Згодом, окрім виключно ілюстрування, зайнявся письменницькою діяльністю. Усі його книжки проілюстровані ним самим.
У 2003 році Роб Скоттон почав співпрацювати з видавництвом дитячої книги «HarperCollins Children Books», що видало написану та ілюстровану ним книгу «Баранчик Рассел» (Russell the Sheep). Видання вийшло тиражем 110 000 примірників. 
Перша книжка Роба Скоттона з серії «Кіт на ім'я Сплет» вийшла у 2008 році у видавничому домі «HarperCollins Children Books». Загалом у Західній Європі та США продано понад 5 млн книжок про його пригоди кота Сплета. Створений Робом Скоттоном персонаж вийшов за межі книжкових сторінок і став героєм однойменного мультсеріалу, листівок та картин.

## Нагороди
- 2005 — відзнака «Booktrust Early Years Award» в номінації «Найкращий новий ілюстратор» (Best New Illustrator Award) за книжку «Баранчик Рассел» (HarperCollins Children's);
- 2005 — медаль Кейт Ґрінвей (британська літературна премія, яка щорічно нагороджує визначні ілюстрації в дитячих книжках) за книжку «Баранчик Рассел».

## Українські переклади
- Кіт на ім'я Сплет [Текст] / Роб Скоттон ; пер. з англ. К. Міхаліциної, іл. Р. Скоттона. — Львів : Видавництво Старого Лева, 2013. — 36 с.
- Вдячний Сплет [Текст] / Роб Скоттон ; пер. з англ. К. Міхаліциної, іл. Р. Скоттона. — Львів : Видавництво Старого Лева, 2013. — 36 с.
- Різдво для Сплета [Текст] / Роб Скоттон ; пер. з англ. К. Міхаліциної, іл. Р. Скоттона. — Львів : Видавництво Старого Лева, 2013. — 40 с.
- Закоханий Сплет [Текст] / Роб Скоттон ; пер. з англ. К. Міхаліциної, іл. Р. Скоттона. — Львів : Видавництво Старого Лева, 2014. — 40 с.
- Баранчик Рассел і Різдвяне Диво [Текст] / Роб Скоттон ; пер. з англ. К. Міхаліциної, іл. Р. Скоттона. — Львів : Видавництво Старого Лева, 2014. — 40 с.
- Баранчик Рассел [Текст] / Роб Скоттон ; пер. з англ. К. Міхаліциної, іл. Р. Скоттона. — Львів : Видавництво Старого Лева, 2015. — 40 с.
- Баранчик Рассел і загублений скарб [Текст] / Роб Скоттон ; пер. з англ. К. Міхаліциної, іл. Р. Скоттона. — Львів : Видавництво Старого Лева, 2017. — 40 с.

### Рецензії
- Х. Содомора. Імпортна святкова містерія і різдвяний баранчик («Читомо», 06.01.2015)